# ダン・アグラ
- ダン・アッグラ
- ダン・ウグラ

ダニエル・クーリー・アグラ（Daniel Cooley Uggla, 1980年3月11日 - ）は、アメリカ合衆国・ケンタッキー州ルイビル出身の元プロ野球選手（二塁手）。右投右打。
スウェーデン貴族の末裔で、姓のUgglaもスウェーデンに見られるものでスウェーデン語で「フクロウ目」。

## 経歴

### ダイヤモンドバックス傘下時代
ゼネラル・エレクトリックに勤務している父は、彼の父親（アグラの祖父）が熱烈なヤンキースファンだったこともあり、息子がヤンキー・スタジアムでプレイするのを観ることを夢見ていた。アグラはメンフィス大学を経て、2001年のドラフトでアリゾナ・ダイヤモンドバックスから11巡目（全体338位）指名を受けて入団、プロ野球選手となる。
2005年に傘下のAA級テネシー・スモーキーズでオールスターに選出され、その後の秋季リーグ "アリゾナ・フォールリーグ" でも活躍。

### マーリンズ時代

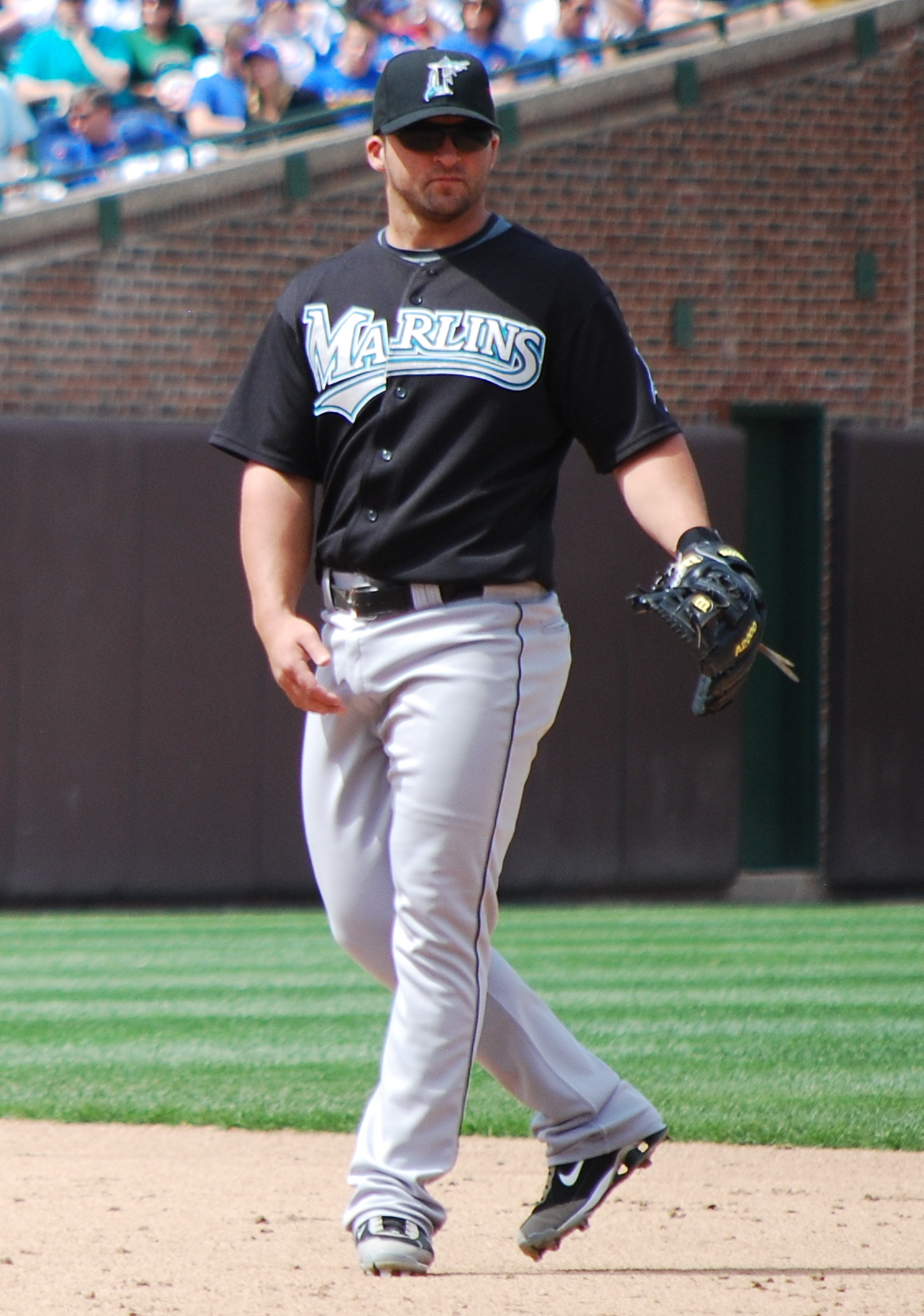
フロリダ・マーリンズ時代
（2009年5月7日）

2005年12月に行われたルール・ファイブ・ドラフトでフロリダ・マーリンズから指名され移籍。
2006年春のオープン戦でアグラは二塁のレギュラーを獲得した。開幕戦（アストロズ戦）でアンディ・ペティットから初安打を放つと、4月21日のフィリーズ戦では初盗塁を本盗で挙げた。その後2番・二塁でレギュラーに定着し、前半戦は打率.307・13本塁打の好成績を残し、その活躍ぶりから7月にはオールスターゲームにも選出された。ルール・ファイブ・ドラフトで移籍した選手が移籍初年にオールスターに出場したのはメジャー史上初だった。シーズン終盤には3番を任されるようになった。この年は154試合に出場し打率.282、27本塁打、90打点という成績を残した。27本塁打はジョー・ゴードンの新人二塁手のシーズン本塁打記録を68年ぶりに更新するものだった。新人王投票ではアグラは3位で、同賞はチームメイトのハンリー・ラミレスが受賞したが、二遊間を組むアグラとラミレスのコンビは攻守で活躍した。攻撃面では新人の得点数1位がラミレスで2位がアグラで、守備面では荒削りだが数多くの併殺を完成させた。
2007年は前年を超える159試合に出場したが、3・4月と9月の月間打率が.210台に落ち込むなど不調で、シーズン打率も前年より4分近く下げた。しかし長打は増え、二塁打は前年の倍近くに、本塁打でも自身初の30本塁打を記録した。
2008年は5月に球団新記録となる月間12本塁打を記録。2年ぶりに選出され、初出場を果たしたオールスターでは4打数0安打3三振に終わり、守備では延長10回に2失策で無死一三塁のピンチとなり、延長13回にも失策を記録。オールスターでの1試合3失策は史上初で、「球宴史上最低のパフォーマンス」でナ・リーグ敗戦の責任選手の槍玉にあがった。それでも、本塁打・打点・四球・出塁率・長打率・OPSなどで自己ベストとなる数字を残した。
2009年は、3年連続の30本塁打以上を記録したほか、四球が初めて90を超えた。一方で打率は自己最低の数字に終わり、三振も3年連続で150以上となってしまった。
2010年は、打率・本塁打・打点の全部門で自己最高の数字を記録。また、出塁率・長打率・OPSも自己最高の数値をマークしたほか、3年ぶりの100得点、メジャーデビューイヤー以来4年ぶりに三振を150以下に抑えた。
FOXのマーリンズ戦中継では、アグラがホームランを打った直後、実況のリッチ・ウォルツが"His name is…"と言った後に、解説のトミー・ハットンと声を合わせて"Dan Uggla!"と言うのがお決まりであった。

### ブレーブス時代

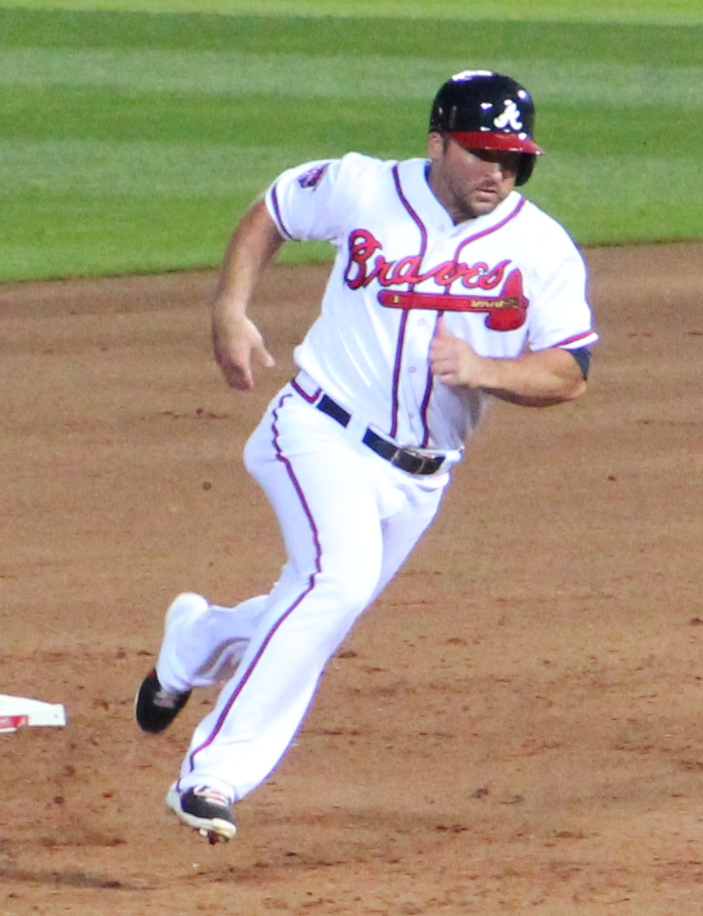
アトランタ・ブレーブス時代
（2014年5月22日）

2010年11月16日にオマー・インファンテ、マイク・ダンとのトレードでアトランタ・ブレーブスへ移籍。
2011年1月6日にブレーブスと総額6200万ドルの5年契約に合意した。この年はチームトップの161試合に出場し、打率.233、36本塁打、82打点、1盗塁だった。
2012年は自身3度目となるオールスターに選出された。この年は154試合に出場し、打率.220、19本塁打、78打点だった。四球はリーグトップの94個を記録した。
2013年は136試合に出場し、22本塁打55打点を記録したが、打率は.179とチーム内で最低の成績に終わり、ポストシーズンのロースターから外れた。この打率.179（448打数80安打）は、ロブ・ディアーが1991年に記録した当時の歴代最低のシーズン打率に並ぶものであった。後に最低打率の記録は2018年にクリス・デービス (内野手)が.168で更新した。
2014年も正二塁手として開幕を迎えたが、打率は1割台まで落ち、新人のトミー・ラステラの昇格もあり、6月から代打としての起用となった。自身の出場機会が減った事に対し、クラブハウス内でチームを批判したため、7月13日に1試合の出場停止処分を受けた。7月14日に処分は解かれたが、7月18日に放出された。

### ジャイアンツ時代
2014年7月21日にサンフランシスコ・ジャイアンツとマイナー契約を結んだ。契約後はAAA級フレズノ・グリズリーズで2試合に出場し、7月25日にジャイアンツとメジャー契約を結んだ。昇格後は4試合に出場したが、11打数無安打と結果を残せず、8月1日に戦力外となった。8月7日に放出された。

### ナショナルズ時代
2014年12月26日に、ワシントン・ナショナルズとマイナー契約を結んだ。
2015年4月5日にメジャー契約を結び40人枠に入る。67試合に出場したが、打率.183、2本塁打、16打点に終わった。11月2日にFAとなった。

## 詳細情報

### 年度別打撃成績
| 年 度      | 球 団      | 試 合 | 打 席 | 打 数 | 得 点 | 安 打 | 二 塁 打 | 三 塁 打 | 本 塁 打 | 塁 打 | 打 点 | 盗 塁 | 盗 塁 死 | 犠 打 | 犠 飛 | 四 球 | 敬 遠 | 死 球 | 三 振 | 併 殺 打 | 打 率 | 出 塁 率 | 長 打 率 | O P S |
| ---------- | ---------- | ----- | ----- | ----- | ----- | ----- | -------- | -------- | -------- | ----- | ----- | ----- | -------- | ----- | ----- | ----- | ----- | ----- | ----- | -------- | ----- | -------- | -------- | ----- |
| 2006       | FLA        | 154   | 683   | 611   | 105   | 172   | 26       | 7        | 27       | 293   | 90    | 6     | 6        | 7     | 8     | 48    | 1     | 9     | 123   | 5        | .282  | .339     | .480     | .818  |
| 2007       | FLA        | 159   | 728   | 632   | 113   | 155   | 49       | 3        | 31       | 303   | 88    | 2     | 1        | 4     | 11    | 68    | 0     | 13    | 167   | 10       | .245  | .326     | .479     | .805  |
| 2008       | FLA        | 146   | 619   | 531   | 97    | 138   | 37       | 1        | 32       | 273   | 92    | 5     | 5        | 0     | 3     | 77    | 6     | 8     | 171   | 10       | .260  | .360     | .514     | .874  |
| 2009       | FLA        | 158   | 668   | 564   | 84    | 137   | 27       | 1        | 31       | 259   | 90    | 2     | 1        | 1     | 4     | 92    | 4     | 7     | 150   | 10       | .243  | .354     | .459     | .813  |
| 2010       | FLA        | 159   | 647   | 589   | 100   | 169   | 31       | 0        | 33       | 299   | 105   | 4     | 1        | 0     | 5     | 78    | 2     | 2     | 149   | 9        | .287  | .369     | .508     | .877  |
| 2011       | ATL        | 161   | 672   | 600   | 88    | 140   | 22       | 1        | 36       | 272   | 82    | 1     | 3        | 0     | 3     | 62    | 2     | 7     | 156   | 9        | .233  | .311     | .453     | .764  |
| 2012       | ATL        | 154   | 630   | 523   | 86    | 115   | 29       | 0        | 19       | 201   | 78    | 4     | 3        | 0     | 3     | 94    | 5     | 10    | 168   | 8        | .220  | .348     | .384     | .732  |
| 2013       | ATL        | 136   | 537   | 448   | 60    | 80    | 10       | 3        | 22       | 162   | 55    | 2     | 0        | 0     | 3     | 77    | 2     | 9     | 171   | 7        | .179  | .309     | .362     | .671  |
| 2014       | ATL        | 48    | 145   | 130   | 13    | 21    | 3        | 0        | 2        | 30    | 10    | 0     | 0        | 0     | 1     | 10    | 0     | 4     | 40    | 3        | .162  | .241     | .231     | .472  |
| 2014       | SFG        | 4     | 12    | 11    | 1     | 0     | 0        | 0        | 0        | 0     | 0     | 0     | 0        | 0     | 1     | 1     | 0     | 0     | 6     | 0        | .000  | .083     | .000     | .083  |
| '14計      | SFG        | 52    | 157   | 141   | 14    | 21    | 3        | 0        | 2        | 30    | 10    | 0     | 0        | 0     | 2     | 11    | 0     | 4     | 46    | 3        | .149  | .229     | .213     | .442  |
| 2015       | WSN        | 67    | 141   | 120   | 12    | 22    | 4        | 2        | 2        | 36    | 16    | 0     | 1        | 0     | 1     | 19    | 0     | 1     | 40    | 3        | .183  | .298     | .300     | .598  |
| 通算：10年 | 通算：10年 | 1346  | 5509  | 4759  | 759   | 1149  | 238      | 18       | 235      | 2128  | 706   | 26    | 21       | 12    | 42    | 626   | 22    | 70    | 1341  | 74       | .241  | .336     | .447     | .783  |

- 2019年度シーズン終了時
- 各年度の太字はリーグ最高

### 年度別守備成績
| 年 度 | 球 団 | 一塁（1B） | 一塁（1B） | 一塁（1B） | 一塁（1B） | 一塁（1B） | 一塁（1B） | 二塁（2B） | 二塁（2B） | 二塁（2B） | 二塁（2B） | 二塁（2B） | 二塁（2B） |
| 年 度 | 球 団 | 試 合      | 刺 殺      | 補 殺      | 失 策      | 併 殺      | 守 備 率   | 試 合      | 刺 殺      | 補 殺      | 失 策      | 併 殺      | 守 備 率   |
| ----- | ----- | ---------- | ---------- | ---------- | ---------- | ---------- | ---------- | ---------- | ---------- | ---------- | ---------- | ---------- | ---------- |
| 2006  | FLA   | -          | -          | -          | -          | -          | -          | 151        | 314        | 423        | 15         | 112        | .990       |
| 2007  | FLA   | -          | -          | -          | -          | -          | -          | 158        | 323        | 402        | 11         | 111        | .985       |
| 2008  | FLA   | -          | -          | -          | -          | -          | -          | 144        | 297        | 390        | 13         | 82         | .981       |
| 2009  | FLA   | -          | -          | -          | -          | -          | -          | 158        | 264        | 426        | 16         | 95         | .977       |
| 2010  | FLA   | -          | -          | -          | -          | -          | -          | 158        | 312        | 415        | 18         | 84         | .976       |
| 2011  | ATL   | -          | -          | -          | -          | -          | -          | 159        | 294        | 440        | 15         | 86         | .980       |
| 2012  | ATL   | -          | -          | -          | -          | -          | -          | 152        | 258        | 471        | 12         | 103        | .984       |
| 2013  | ATL   | -          | -          | -          | -          | -          | -          | 133        | 247        | 334        | 14         | 81         | .976       |
| 2014  | ATL   | -          | -          | -          | -          | -          | -          | 35         | 58         | 95         | 9          | 19         | .944       |
| 2014  | SF    | -          | -          | -          | -          | -          | -          | 4          | 9          | 14         | 2          | 2          | .920       |
| '14計 | SF    | -          | -          | -          | -          | -          | -          | 39         | 67         | 109        | 11         | 21         | .941       |
| 2015  | WSH   | 1          | 0          | 0          | 0          | 0          | .---       | 31         | 39         | 62         | 2          | 9          | .981       |
| 通算  | 通算  | 1          | 0          | 0          | 0          | 0          | .---       | 1283       | 2415       | 3472       | 127        | 784        | .979       |

- 2019年度シーズン終了時

### 表彰
- シルバースラッガー賞：1回（2010年）
- 月間MVP：1回（2011年8月）
- 月間最優秀新人：1回（2006年6月）

### 記録
- MLBオールスターゲーム選出：3回（2006年、2008年、2012年）

### 背番号
- 6（2006年 - 2010年）
- 26（2001年 - 2014年途中、2015年）
- 22（2014年途中 - 同年終了）